# Ivan Šimonović (Politiker)

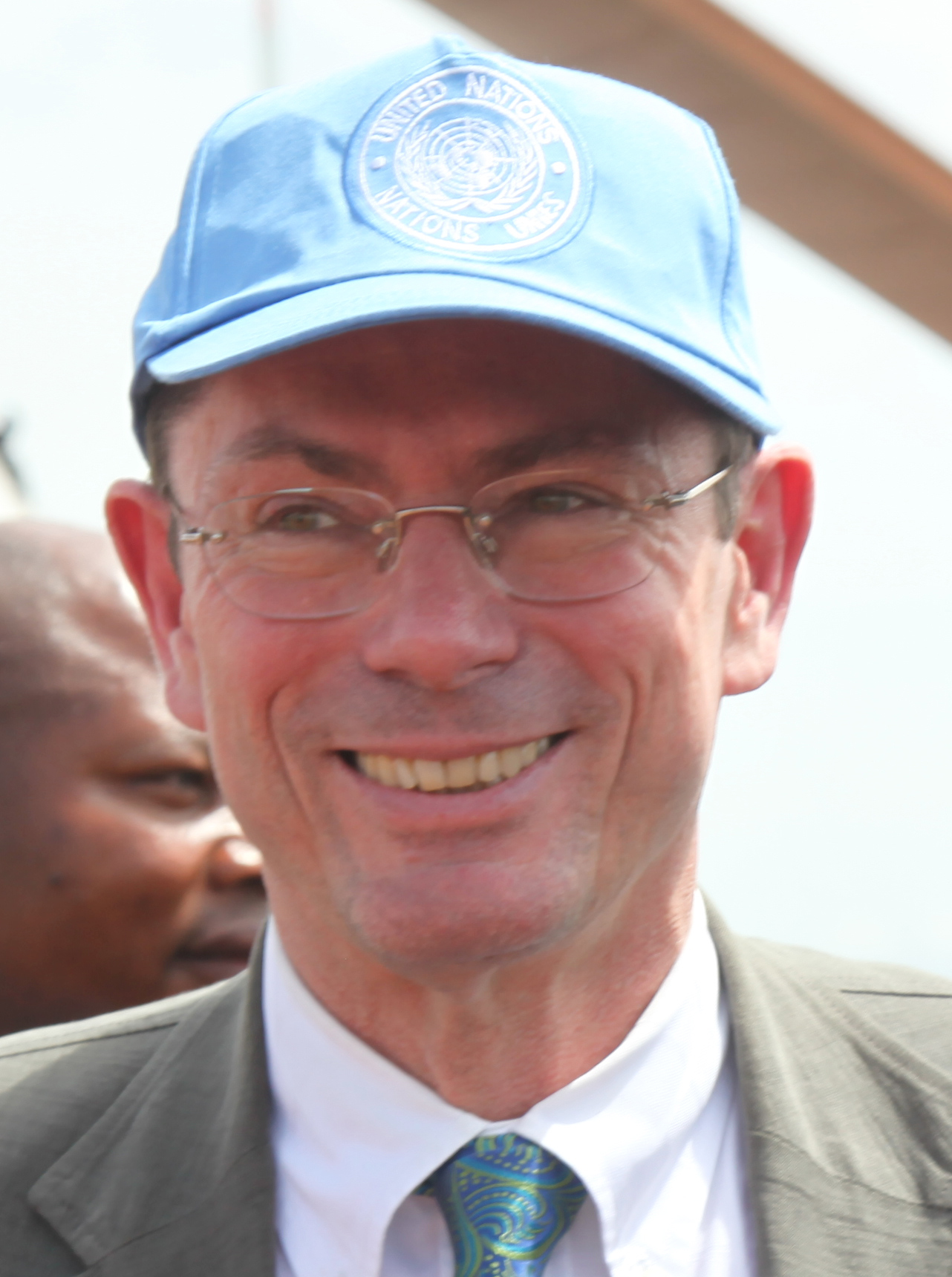
Ivan Šimonović (2012)

Ivan Šimonović (* 2. Mai 1959 in Zagreb) ist ein kroatischer Rechtswissenschaftler, Politiker und Diplomat.

## Leben
Er schloss 1982 sein Studium der Rechtswissenschaften an der Universität Zagreb ab, 1990 promovierte er dort. Ab 1992 war er Assistent im kroatischen Außenministerium. Von 1997 bis 2002 war er Botschafter Kroatiens bei den Vereinten Nationen. 2002 bis 2003 war er stellvertretender Außenminister Kroatiens in der Regierung von Ivica Račan.
Von Oktober 2008 bis Juli 2010 war er kroatischer Justizminister in den Kabinetten von Ivo Sanader und Jadranka Kosor. Er gehört keiner Partei an. Von Juli 2010  bis 2016 war er Assistant Secretary-General for Human Rights (Generalsekretär-Assistent für Menschenrechte) und von 2016 bis 2018 Assistant-Secretary-General und Sonderbeauftragter des Generalsekretärs für die Verhinderung von Gräueltaten.
Im September 2019 begann er seine zweite Amtszeit als Botschafter und Ständiger Vertreter Kroatiens bei den Vereinten Nationen in New York.
Daneben war er Professor an der Juristischen Fakultät der Universität Zagreb und hatte Gastprofessuren an der Leeds University (Großbritannien) und der University of Queensland in Brisbane, Australien inne. Zudem war er Mitglied der Venedig-Kommission (Europäische Kommission für Demokratie durch Recht), der Europäischen Kommission gegen Rassismus und Intoleranz (ECRI) und vertrat Kroatien als Anwalt vor dem Internationalen Gerichtshof.

## Werke
- Hrvatska i Ujedinjeni Narodi (Kroatien und die Vereinten Nationen), 1996 (ISBN 953-6007-14-2)
- Globalizacija, državna suverenost i međunarodni odnosi (Globalisierung, staatliche Souveränität und internationale Beziehungen), 2005 (ISBN 953-234-044-0)